# Masanobu Komaki
Masanobu Komaki (小牧 成亘 Komaki Masanobu?, nacido el 28 de abril de 1992 en Kumamoto) es un futbolista japonés que se desempeña como centrocampista.

## Trayectoria

### Clubes
| Club              | País  | Año         |
| ----------------- | ----- | ----------- |
| Roasso Kumamoto   | Japón | 2015 - 2016 |
| Azul Claro Numazu | Japón | 2017        |
| Fujieda MYFC      | Japón | 2018 -      |

## Estadística de carrera

### J. League
| Club              | Año   | J. League | J. League | Copa J. League | Copa J. League | Total | Total |
| Club              | Año   | Part.     | Goles     | Part.          | Goles          | Part. | Goles |
| ----------------- | ----- | --------- | --------- | -------------- | -------------- | ----- | ----- |
| Roasso Kumamoto   | 2015  | 0         | 0         | -              | -              | 0     | 0     |
| Roasso Kumamoto   | 2016  | 0         | 0         | -              | -              | 0     | 0     |
| Azul Claro Numazu | 2017  | 13        | 4         | -              | -              | 13    | 4     |
| Total             | Total | 13        | 4         | 0              | 0              | 13    | 4     |